# 혜허
혜허(慧虛. ?~?)는 고려의 승려이다.

## 수월관음도
혜허는 고려불화 수월관음도(水月觀音圖. 일명 물방울 관음도. 일본명 양류관음도(楊柳觀音圖))를 그렸는데, 현재 일본 센소지에서 소장하고 있다. 그림 오른쪽 하단에 '해동치납혜허필'(海東癡衲慧虛筆)이라는 글귀가 적혀 있다. 해동(海東)은 한국을 가리키는 말이고, 치납(癡衲)은 '어리석은 승려'라는 뜻이며, 연도 표시가 없지만 불화 양식으로 미루어 1300년 경에 그린 것으로 추정되므로, 고려의 승려인 혜허가 그렸다는 묵서이다.
이 작품은 대한민국의 초등학교, 중학교, 고등학교 한국사 교과서에 빠지지 않고 등장하는 작품이기도 하다. 또한 일본 현지에서도 공개하지 않아 일본 학자들조차 보기 어려운 것으로 유명하다.
2010년 10월 12일 ~ 2010년 11월 21일까지 국립중앙박물관에서 개최한 '고려불화대전-700년만의 해후'에 전시됐었다.

## 같이 보기
- 수월관음도